# Massif de Fontfroide
Le massif de Fontfroide est un massif des Corbières et de façon plus large des Pyrénées dont le point culminant atteint 292 m d'altitude. Le massif est recouvert par la forêt de Fontfroide.

## Toponymie
Le massif tient son nom de l'abbaye Sainte-Marie de Fontfroide, qui en détenait une grande partie avant la Révolution française, appelée ainsi d'après son puits d'eau fraîche (fons frigidus en latin devenu font freda ou font froide en occitan).

## Géographie

### Situation

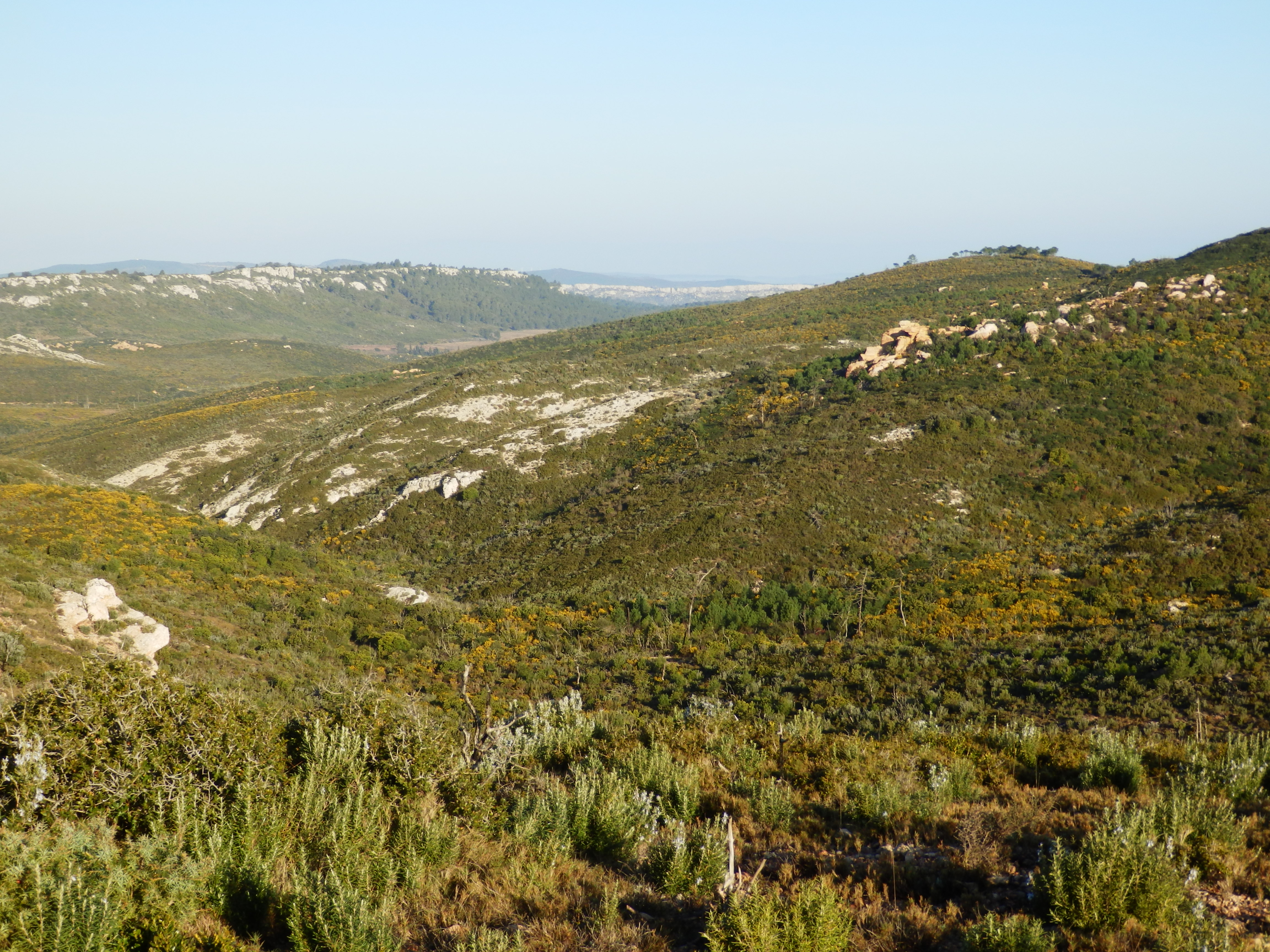
Vue sur un vallon du massif sur la commune de Saint-André-de-Roquelongue.

Le massif de Fontroide se trouve dans le département de l'Aude au sud-ouest de Narbonne. Il s'étend sur 10 communes :
- Saint-André-de-Roquelongue ;
- Bizanet ;
- Narbonne ;
- Bages ;
- Peyriac-de-Mer ;
- Portel-des-Corbières ;
- Villesèque-des-Corbières ;
- Fontjoncouse ;
- Thézan-des-Corbières ;
- Montséret.

Le massif de Fontfroide est délimité au sud du reste du massif des Corbières par le cours d'eau de la Berre en son flanc sud-est et la vallée où passe la D 611 en son flanc sud-ouest.

### Géologie
Le massif est essentiellement composé de grès sur la partie ouest et nord et de calcaires à l'est.

### Climat
Le massif est exposé à un climat méditerranéen. La station Météo-France la plus proche à Montredon-des-Corbières enregistre une température annuelle moyenne de 16,0 °C et une pluviométrie moyenne de 405 millimètres par an.

## Patrimoine

### Patrimoine naturel
Le massif de Fontfroide est une zone naturelle d'intérêt écologique, faunistique et floristique, ayant statut de site naturel inscrit et classé selon la loi de 1930. L'ensemble constitue une zone de protection spéciale selon la directive Oiseaux.
La zone fait aussi partie du site Natura 2000 "Corbières orientales".

### Patrimoine culturel

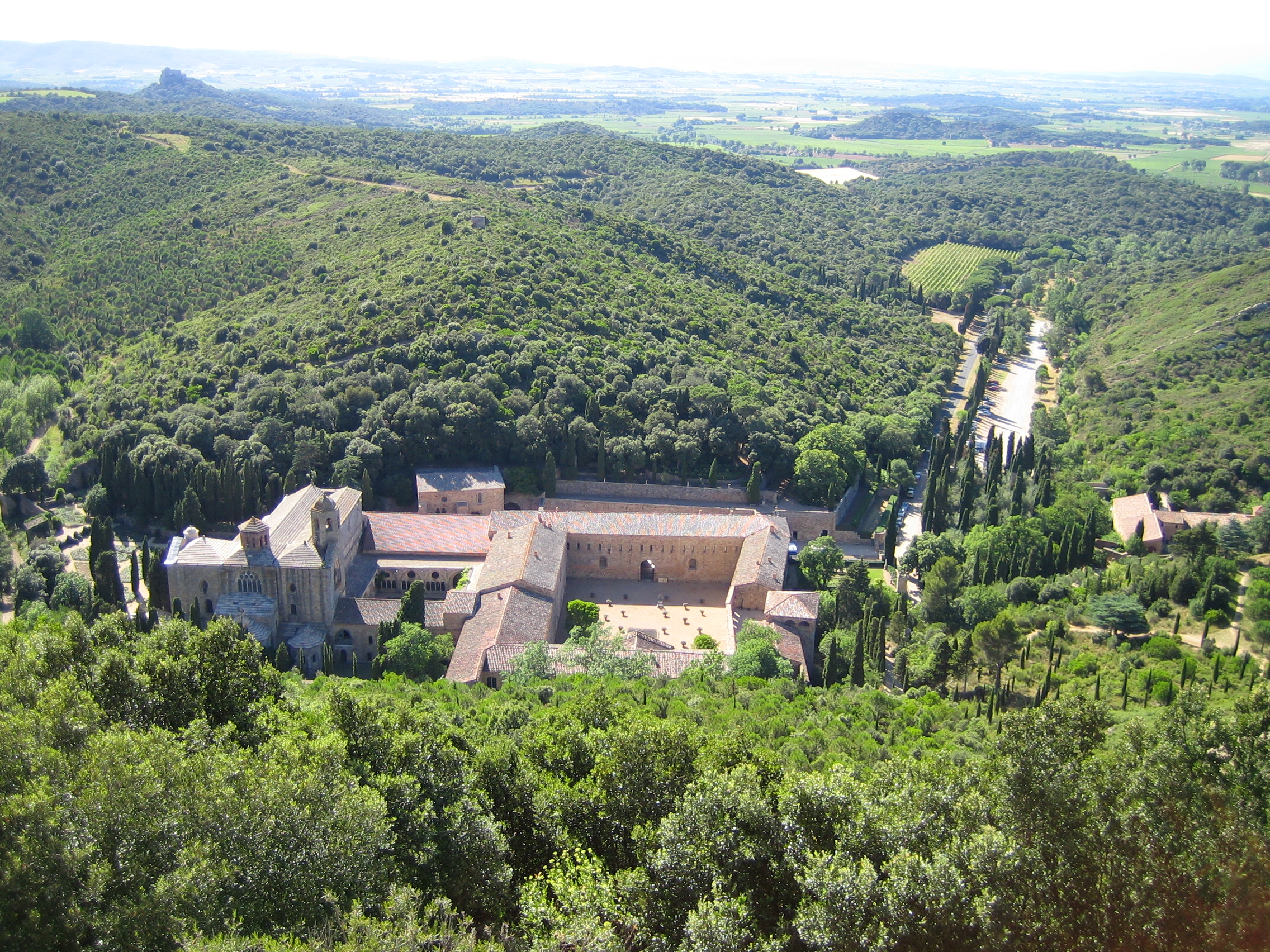
Vue de l'abbaye de Fontfroide.

L'abbaye de Fontfroide est située dans la partie nord-ouest du massif.